# Irving Baxter
Irving Knot Baxter (Utica, 25 de março de 1876 - Utica, 13 de junho de 1957) foi um atleta e campeão olímpico norte-americano, especializado em saltos. Ganhou cinco medalhas nos Jogos de Paris 1900, duas delas de ouro no salto em altura e no salto com vara.
Baxter foi convocado para os Jogos de 1900 depois de se sagrar campeão norte-americano destas duas modalidades de saltos em 1899, enquanto estudante da Universidade da Pensilvânia. A caminho de Paris, a delegação americana parou na Inglaterra e participou do Campeonato Amador Britânico de Atletismo, onde ele venceu o salto em altura com 1,88m.

## Paris 1900
Em Paris, Baxter saltou 2 cm a mais e conquistou o ouro nesta prova com 1,90 m, um recorde olímpico e doze centímetros mais alto que o segundo colocado. No mesmo dia, ele venceu o salto com vara em circunstâncias bizarras. Três fortes concorrentes ao ouro, dois deles já vencedores de Baxter na Inglaterra, não apareceram para a prova. Bascom Johnson e Charles Dvorak, alegaram que foram avisados que a prova teria sido adiada e Daniel Horton não quis participar por motivos sabáticos. Não obstante a informação dada a Johnson e Dvorak, o evento foi realizado conforme programado e Baxter, que ainda estava no campo após a sua vitória no salto em altura, fez sua inscrição de última hora e ganhou seu segundo título olímpico, saltando 3,30 m, novo recorde olímpico.
No dia seguinte, ele participou de três provas de salto sem impulsão - modalidades não mais existentes nos Jogos - salto em distância, salto em altura e salto triplo, conquistando a medalha de prata em todas, que foram vencidas pelo compatriota Ray Ewry, colecionando um total de cinco medalhas olímpicas em dois dias seguidos.
Em 1901, ele voltou à Inglaterra para defender seu título no salto em altura, que manteve, e mais uma vez foi envolvido em estranhas circunstâncias para a disputa do salto com vara. Ele chegou ao país sem uma vara de saltos e como seu único concorrente na prova, um britânico, recusou-se a emprestar-lhe a dele, Baxter arrancou um mastro de bandeira, cortou-o na mesma altura que a do rival, e saltou a mesma altura que o adversário, dividindo o título da prova do campeonato britânico.
Encerrada  a carreira, ele formou-se em Direito e passou a trabalhar como advogado.